# غندی‌خان خیل
غندی‌خان خیل (به انگلیسی: Ghandi Khan Khel) یک شهرک در پاکستان است که در ناحیه لکی واقع شده‌است.